# US-amerikanische Badmintonmeisterschaft 2010
Die US-amerikanische Badmintonmeisterschaft 2010 fand vom 9. bis zum 11. April 2010 im Orange County Badminton Club in Orange, Kalifornien, statt.

## Medaillengewinner
| Disziplin    | Gold                        | Silber                          | Bronze                                     |
| ------------ | --------------------------- | ------------------------------- | ------------------------------------------ |
| Herreneinzel | Hock Lai Lee                | Sattawat Pongnairat             | Howard Shu                                 |
| Dameneinzel  | Eva Lee                     | Cee Nantana Ketpura             | Kuei Ya Chen                               |
| Herrendoppel | Howard Bach Raju Rai        | Vincent Nguy Sameera Gunatileka | Michael Buasan Khankham Malaythong         |
| Damendoppel  | Grace Peng Yun Lee Joo Hyun | Jamie Subandhi Kuei Ya Chen     | Panita Phongasavithas Vimla Phongasavithas |
| Mixed        | Howard Bach Eva Lee         | Halim Haryanto Grace Peng Yun   | Hock Lai Lee Priscilla Lun                 |